# Ranunculus menyuanensis
Ranunculus menyuanensis W.T. Wang – gatunek rośliny z rodziny jaskrowatych (Ranunculaceae Juss.). Występuje endemicznie w Chinach, w północno-wschodniej części prowincji Qinghai. 

## Morfologia
PokrójBylina o lekko owłosionych pędach. Dorasta do 25 cm wysokości.
LiścieSą potrójnie klapowane. Mają kształt od owalnego do prawie nerkowatego. Mierzą 1,5–2,5 cm długości oraz 1,5–2,5 cm szerokości. Nasada liścia ma sercowaty kształt. Ogonek liściowy jest mniej lub bardziej owłosiony i ma 4–8 cm długości.
KwiatySą pojedyncze. Pojawiają się na szczytach pędów. Mają żółtą barwę. Dorastają do 12–14 mm średnicy. Mają 5 eliptycznych działek kielicha, które dorastają do 4–5 mm długości. Mają 5 owalnych płatków o długości 5–7 mm.
OwoceNagie niełupki o elipsoidalnym kształcie i długości 2 mm. Tworzą owoc zbiorowy – wieloniełupkę o jajowatym kształcie i dorastającą do 5–6 mm długości.

## Biologia i ekologia
Rośnie w wilgotnych miejscach na trawiastych zboczach. Występuje na wysokości około 3000 m n.p.m. Kwitnie w sierpniu. Preferuje stanowiska w półcieniu. Dobrze rośnie na wilgotnym, próchnicznym i piaszczystym podłożu.